# Jean Vincent
Jean Vincent (Labeuvrière, 29 de novembro de 1930 – Saint-Nazaire, 13 de agosto de 2013) foi um futebolista e treinador da francês.

## Jogador
Como atacante, jogou em apenas duas equipes: Lille e Stade de Reims. Pela seleção francesa participou das Copas do Mundo de 1954 e 1958.

## Treinador
Como treinador comandou as equipes do Stade Caen, La Chaux-de-Fonds, Bastia, Lorient, Nantes, Rennes e Wydad, e as seleções nacionais de Camarões, esta na Copa do Mundo de 1982 e Tunísia.

## Títulos
- Copa do Mundo de 1958: 3º Lugar